# Hyponephele pulchella
Hyponephele pulchella är en fjärilsart som beskrevs av Grum-grshimailo 1890. Hyponephele pulchella ingår i släktet Hyponephele och familjen praktfjärilar. Inga underarter finns listade i Catalogue of Life.

## Bildgalleri

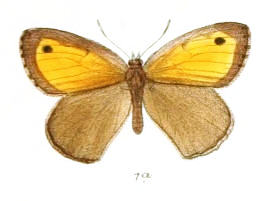
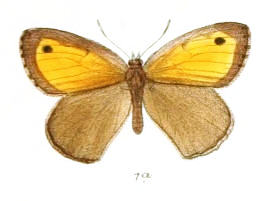